# 阿胡東加里奇
阿胡東加里奇（西班牙語：Ahu Tongariki、西班牙語發音：[ˈa.u toŋɡaˈɾiki]）是位於復活節島東南海岸最大的祭壇群。該地的摩埃石像曾在島上的內戰期間被推倒，並在20世紀因海嘯侵襲而被沖入內陸。後來，該地點經過修復，如今共有十五座摩埃石像，其中一座重達86噸，是該島上已豎立的最重的摩埃石像，另一座石像則有普卡奧。阿胡東加里奇距離拉諾拉拉庫火山和波伊克火山約一公里，位於拉帕努伊國家公園的霍圖伊提。這裡的所有摩埃石像在冬至期間都面向日落方向。

## 歷史
阿胡東加里奇曾是霍圖伊提部落，即拉帕努伊人東部聯盟的主要中心和首都。在島內戰爭中，該地的摩埃石像被推倒。1960年，由於智利外海發生的大地震引發海嘯的影響，阿胡·東加里基的遺址被海浪沖進內陸。
1990年代，阿胡東加里奇經由一支多學科團隊的大力修復得以重現。該團隊由考古學家克勞迪奧·克里斯蒂諾（Claudio Cristino）和帕特里西亞·瓦爾加斯·卡薩諾瓦（Patricia Vargas Casanova）領導。這個為期五年的項目是在智利政府、智利大學以及日本起重機製造公司多田野有限公司的正式協議下進行的。並於1991年至1995年了為期五年的修復工程。

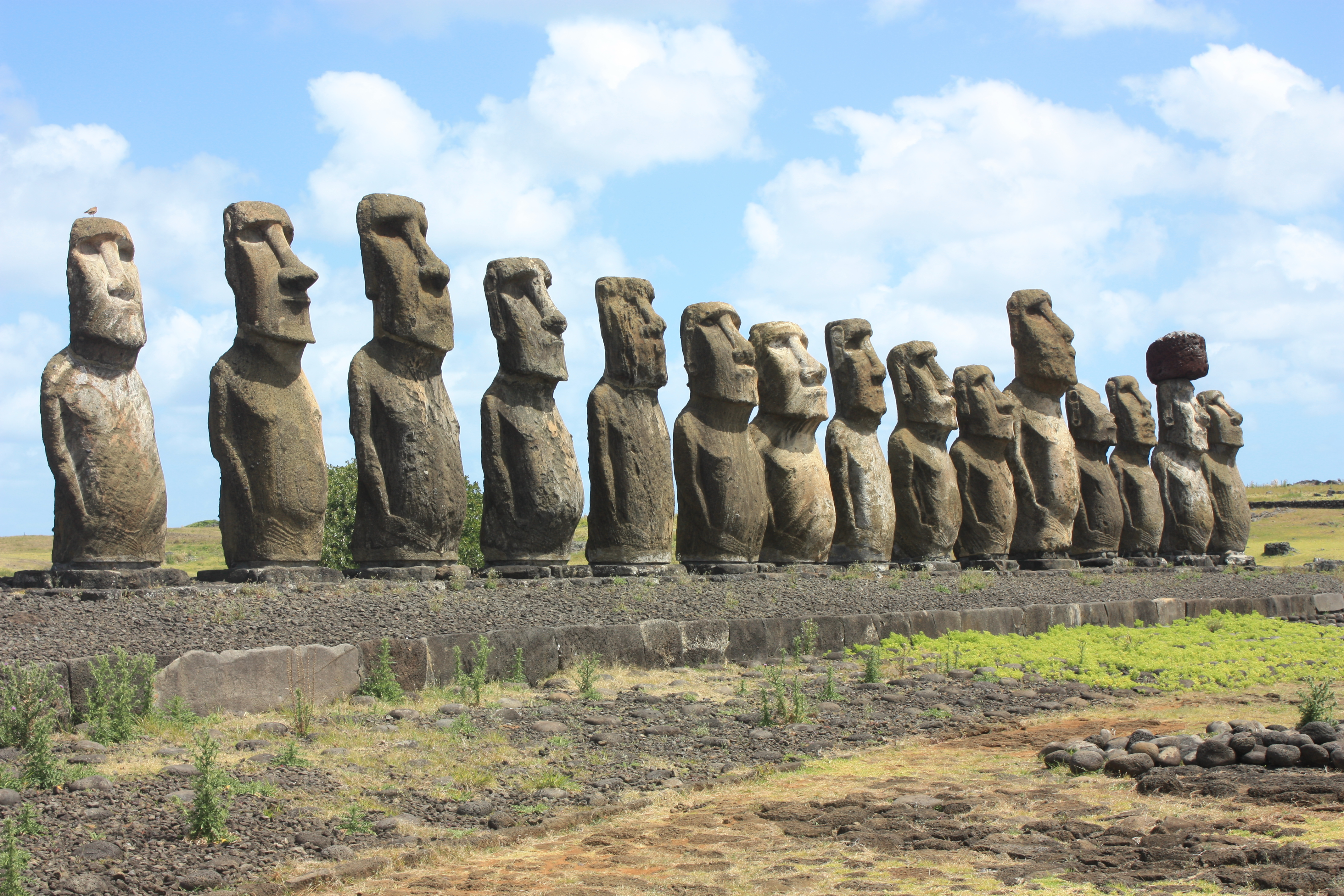
阿胡湯加里基
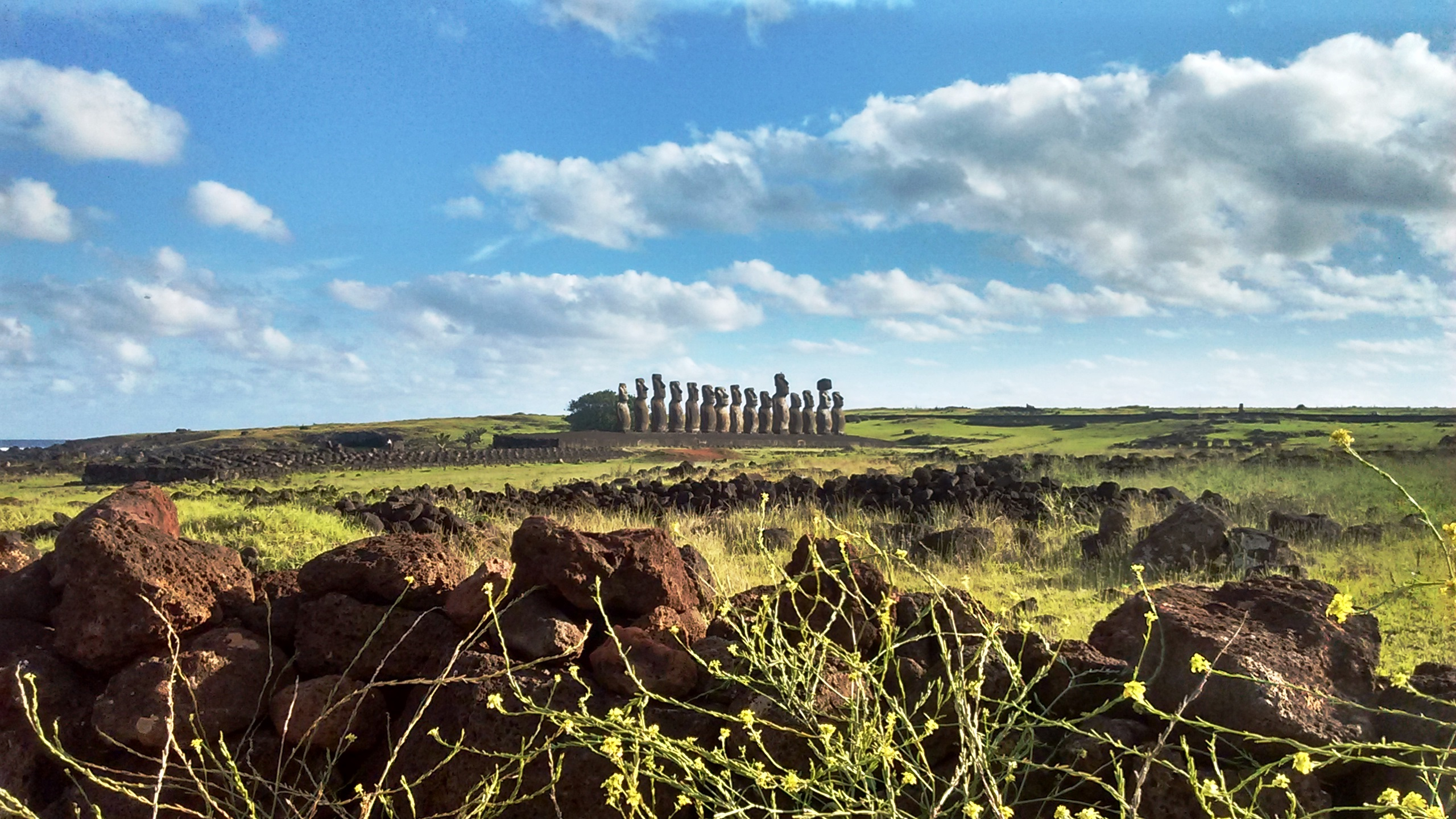
遠望阿胡湯加里基
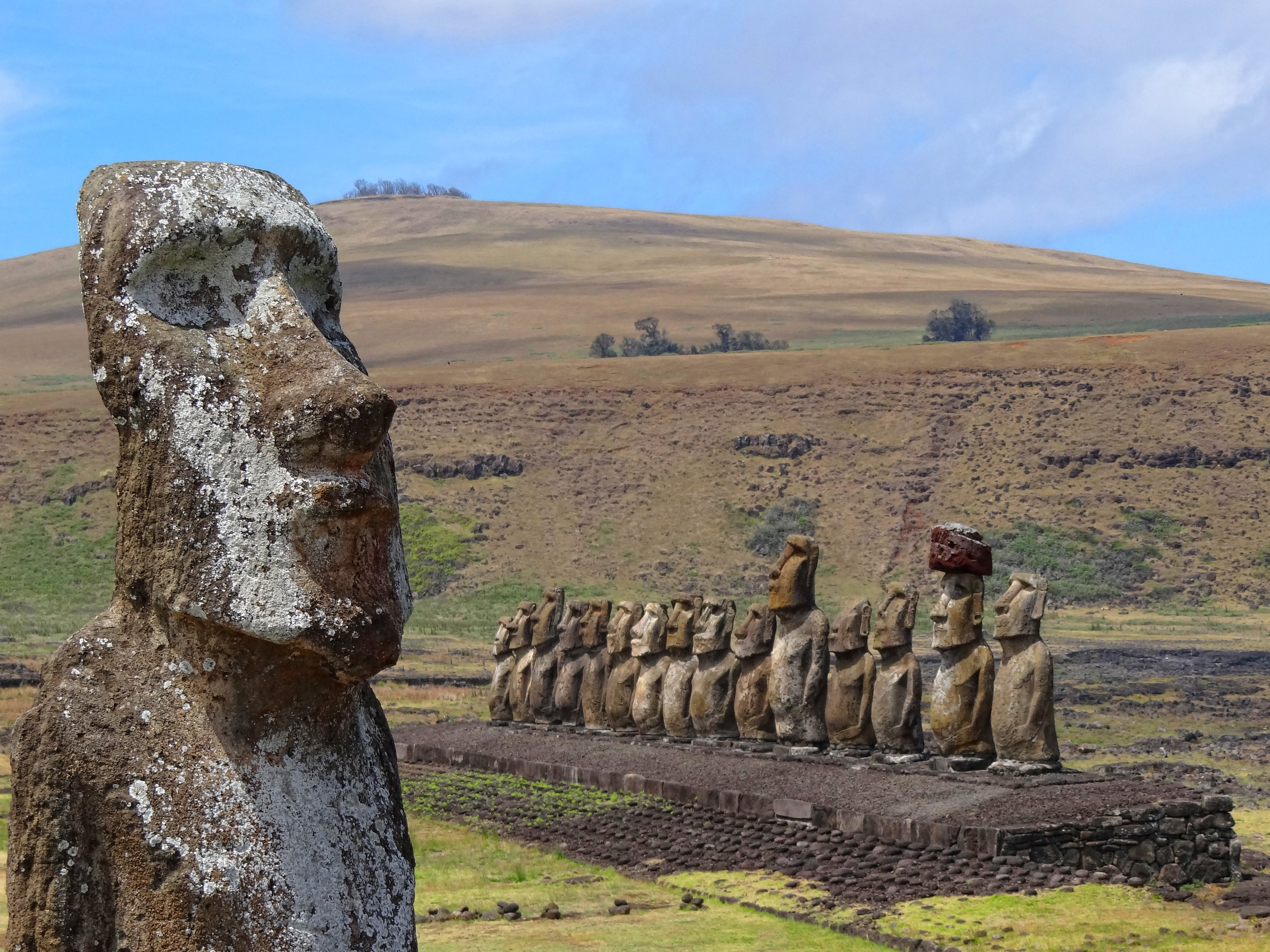
阿胡湯加里基及波伊克火山，前景是附近的「旅行摩艾」。
復活節島的地圖，阿胡東加里奇位於島嶼東端的南岸。

## 地理位置
阿胡·東加里基位於復活節島南海岸，靠近兩座死火山：拉諾拉拉庫火山和波伊克火山。波伊克火山是構成拉帕努伊的三座主要火山之一。拉諾拉拉庫火山則是一個由凝固火山灰（又稱凝灰岩）形成的火山口，摩埃石像便是從這種凝灰岩中雕刻而成。
目前，數百座摩埃石像中有近一半仍然躺在拉諾·拉拉庫火山斜坡上的主要採石場中。拉諾·拉拉庫火山下方的大型平原提供便捷的途徑，使得摩埃石像的材料能夠輕鬆運送。

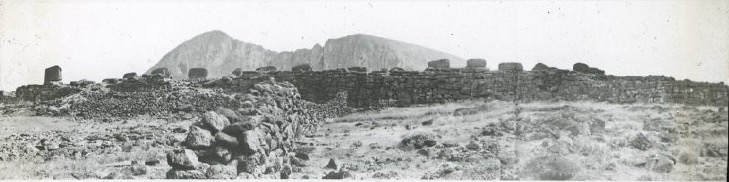
1914年的阿胡東加里奇

### 書籍
- 凱瑟琳·勞特利奇（英语：Katherine Routledge） (1919) The Mystery of Easter Island ISBN 0-932813-48-8

## 外部連結

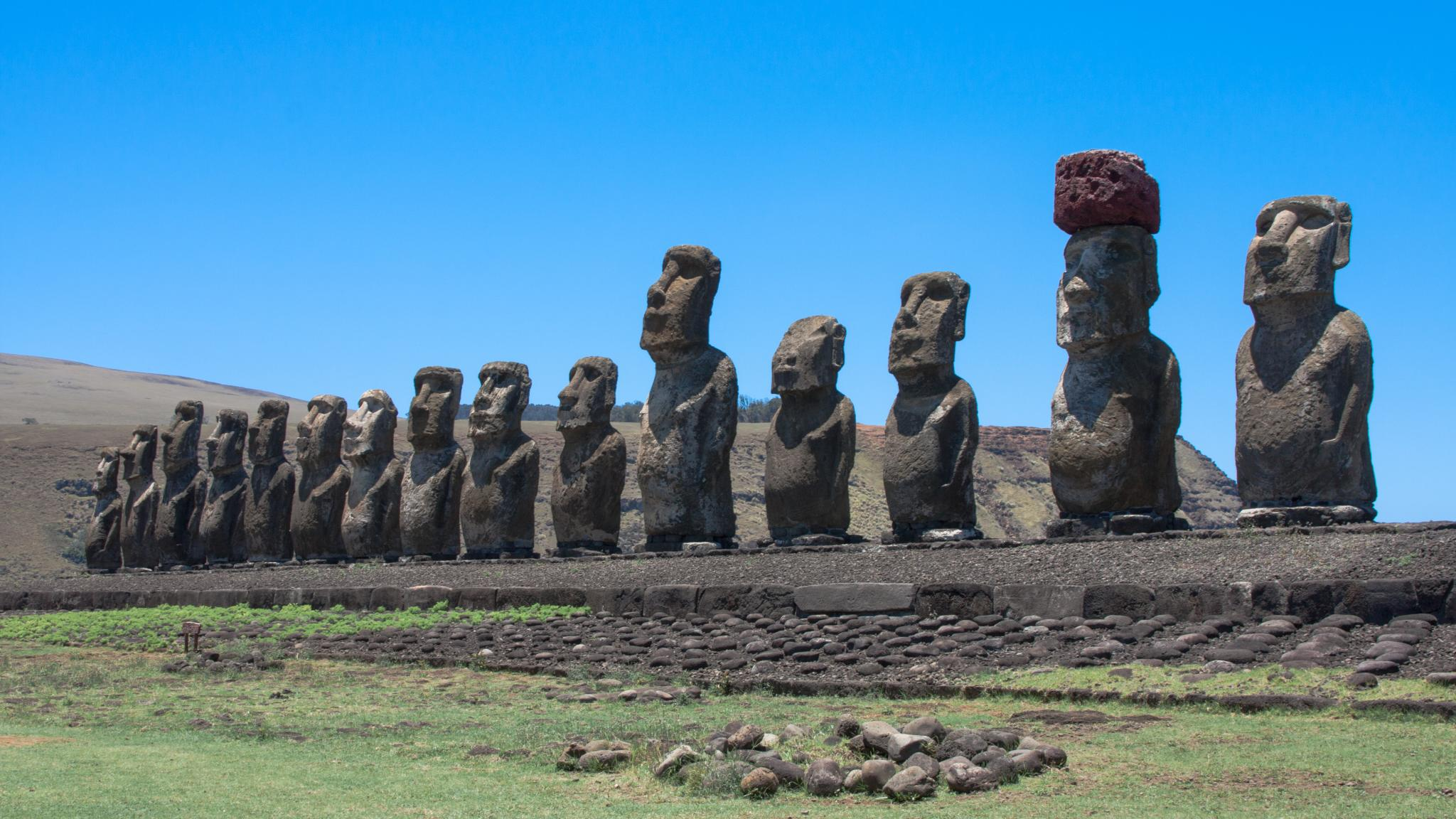
阿胡東加里奇

- Splendid Isolation: Art of Easter Island （页面存档备份，存于）, an exhibition catalog from The Metropolitan Museum of Art (fully available online as PDF), which contains material on Ahu Tongariki
- Ahu Tongariki Restoration project
- Unofficial Easter Island Homepage
- Easter Island Statue project 美國國會圖書館的存檔，存档日期2010-07-07
- How to make Walking Moai: a hypothesis about how Moai were transported （页面存档备份，存于）
- Czech who made Moai statues walk returns to Easter Island  （页面存档备份，存于）
- History of Easter Island stones （页面存档备份，存于）
- Easter Island – Moai Statue Scale 的存檔，存档日期2015-09-23.
- University of Chile （页面存档备份，存于）
- 360° Panoramas dedicated web site of Easter Island （页面存档备份，存于）